# 10. издање Systema Naturae
10. издање Systema Naturae књига је коју је написао Карл фон Лине и објавио у два тома 1758. и 1759. године, чиме је означио почетак зоолошке номенклатуре. У њој је Лине представио биномијалну номенклатуру за животиње, што је већ урадио за биљке у својој публикацији из 1753. године под називом Species Plantarum.

## Почеци
Пре 1758-е, многи биолошки каталози су користили полиномијална имена за таксоне која су предстваљена у њима, укључујући таксоне из претходних едиција Systema Naturae. Прва употреба биномијалних имена за зоолошку номенклатуру била је у 10-ом издању Systema Naturae. Интернационална Комисија за Зоолошку Номенклатуру је узела 1. јануар 1758. као почетни датум зоолошке номенклатуре. Имена публикована пре тога су сада недоступна, без обрира што би можда нека од њих задовољила данашња правила описивања врста. Једина публикација која има приоритет над 10. едицијом је Кларк Александар Клеркова публикација под називома швед. Svenska Spindlar или лат. Aranei Suecici, публикована 1757. године, али се узима да је публикована истог датума као и Systema Naturae.

## Ревизије
За време Линеовог живота, Systema Naturae је била под сталном ревизијом. Напредак је био део нових и непрестано ширећих издања. У првом издању из 1735. године, китови и ламантини су били класификовани као рибе (тако се тада мислило), а у 10. издању су померени у оквиру класе сисара.

## Животиње
Царство животиња (како га је описао Лине): Животиње осећају средствима живе организације и пуне су живота због медуларне (можда мождане или неуротрансмитерске) супстанце. Перцепирају нервима и крећу се снагом воље. Имају делове са различитом сврхом у животу, органе којима осећају различите спољашње стимулусе или снагу да на њих реагују на различите начине. Све потичу од јаја. Унутрашња и спољашња грађа, компаративна анатомија, навике, инстинкти и различита међусобна повезаност су детаљно описани од стране аутора који се баве овим предметом истраживања.
Листа је била преломљена на првобитних 6 класа које је Лине описао у животињском царству: Mammalia (Сисари), Aves (Птице), Amphibia (Водоземци и гмизавци), Pisces (Рибе), Insecta (Инсекти) и Vermes (Црви). Ове класе су настале истраживањем унутрашње анатомије, приказане у овом кључу:
- Срце са две 2 преткоморе и 2 коморе. Топлокрвни, црвена крв
  - Вивипарни: Сисари
  - Овипарни: Птице
- Срце са 1 преткомором и 1 комором. Хладнокрвне, црвена крв
  - Плућа присутна, али дишу и шкргама: Водоземци и гмизавци
  - Спољашње шкрге: Рибе
- Срце са 1 прекомором и без коморе. Хладнокрвне, лимфоидна крв
  - Имају антене: Инсекти
  - Имају пипке: Црви

По садашњим стандардима, рибе и црви су само описна имена за шири спектар група који је у њима, инсекти су у Линеовој класификацији садржали пауколике животиње и ракове, а један ред водоземца и гмизаваца је имао ајкуле, пакларе и јесетре као део групе.

### Сисари
Лине је описао сисаре као: Животиње које хране своје младунце помоћу млечних брадавица. У спољашњој и унутрашњој грађи подсећају на човека: већина њих је четвороножна и са човеком, као природним непријатељем, настањују површину Земље. Највећи, најмање бројни, насељавају океан.
Лине је раздвојио сисаре на основу бројева, положаја и структуре њихових зуба на следеће групе и родове:
- Primates: Homo (човек), Simia (мајмуни и човеколики мајмуни), Lemur (лемури и летећи лемури) и Vespertilio (слепи мишеви)
- Bruta: Elephas (слонови), Trichechus (ламантини), Bradypus (лењивац), Myrmecophaga (мравоједи) и Manis (љускавци)
- Ferae: Phoca (фоке), Canis (пси и хијене), Felis (мачке), Viverra (мунгоси и цибетке), Mustela (ласице и сродници) и Ursus (медведи)
- Bestiae: Sus (свиња), Dasypus (армадилоси), Erinaceus (јежеви), Talpa (кртица), Sorex (ровчица) и Didelphis (опосуми)
- Glires: Rhinoceros (носорог), Hystrix (бодљикави прасићи), Lepus (кунићи и зец), Castor (дабар), Mus (мишеви и пацови и сродници) и Sciurus (веверица)
- Pecora: Camelus (камила), Moschus (мошусни јелени), Cervus (Јелени и жирафе), Capra (коза и антилопа), Ovis (овца) и Bos (говедо)
- Belluae: Equus (коњи) & Hippopotamus (Нилски коњи)
- Cete: Monodon (нарвали), Balaena (грбави кит), Physeter (уљешура) и Delphinus (делфини и плискавице)

### Птице
Лине је описао птице као: Леп и радостан део креиране природе који сачињавају животиње које имају тело покривено перјем и паперјем, продужених и огољених вилица (кљун), са два крила формираних за летење и две стопала. То су ваздушни, вокални, хитри и лагани и лишени спољашњег уха, усана, зуба, скротума, материце, бешике, епиглотиса, лат. corpus callosum-а и његовог лука и без дијафрагме организми.
Лине је поделио птице на основу каратктеристика кљуна и стопала и то је укључивало следећих 6 редова и 63 рода:
- Accipitres: Vultur (лешинари и кондори), Falco (соколови, орлови, и сродници), Strix (сове) и Lanius (сврачке)
- Picae: Psittacus (папагаји), Ramphastos (тукани), Buceros (кљунорошци), Crotophaga (ани), Corvus (врана и гаврани), Coracias (модровране и вуге), Gracula (мине), Paradisea (рајске птице), Cuculus (кукавице), Jynx (вијоглаве), Picus (жуне), Sitta (Бргљези), Alcedo (водомари), Merops (пчеларице), Upupa (пупавци), Certhia (пузићи) и Trochilus (колибрији)
- Anseres: Anas (патке, гуске и лабудови), Mergus (ронци), Alca (њорке и морски папагаји), Procellaria (бурнице), Diomedea (албатроси и пингвини), Pelecanus (пеликани и сродници), Phaethon (тропске птице), Columbus (гњурци и северни гњурци), Larus (галебови), Sterna (чигре) и Rhyncops (водосеке)
- Grallae: Phoenicopterus (фламингоси), Platalea (кашичаре), Mycteria & Tantulus (роде), Ardea (чапље, ждралови и сродници), Scolopax (муњаче, ибиси и сродници), Tringa (лисконоге и спрудници и шљуке), Charadrius (жалари), Recurvirostra (сабљарке), Haematopus (остригари), Fulica (лиске и сродници), Rallus (барске коке), Psophia (трубачи), Otis (дропље) & Struthio (нојеви)
- Gallinae: Pavo (паунови), Meleagris (ћурке), Crax (гологлавке), Phasianus (фазани и коке) и Tetrao (тетреби и сродници)
- Passeres: Columba (голуби и грлице), Alauda (шеве и трептељке), Sturnus (чворци), Turdus (дроздови), Loxia (кардинали, зимовке и сродници), Emberiza (стрнадице), Fringilla (зебе), Motacilla (плиске), Parus (сенице), Hirundo (ласте и праве чиопе) и Caprimulgus (легњеви)

### Водоземци и гмизавци
Лине је описао "Amphibia" (обједињује гмизавце и водоземце) као: Животиње које се препознају по хладном и голом телу; крутим и изражајним држањем; са грубим оглашавањем; углавном језиво обојене; лошег мириса; неки број врста је опремљен ужасним отровом; све су са хрскавичавим костима, слабом циркулацијом, одличним чулом слуха и вида, великим плућним судовима, издељеном јетром, продуженим дебелим желуцем и са хепатичним,и панкреатичним одводом: разликују се у грађи дијафрагме, не транспиришу (не зноје се), могу да живе друго без хране, отпорни организми и имају моћ да проиѕведу део који недостаје или је уништен; неки подложни метаморфози; неки одбацују (пресвлаче) своју кожу; неки су стално у сувоземној, док су други стално везани за воду и неки су укочени током зиме.
Лине је поделио водоземце и гмизавце на основу структуре удова и начина дисања на следеће групе:
- Reptiles: Testudo (корњаче), Draco (летећи змај), Lacerta (гуштери, репати водоземци и крокодили) и Rana (жабе)
- Serpentes: Crotalus (звечарке), Boa (питони и удави), Coluber (смукови и кобре), Anguis (слепићи и слепе змије), Amphisbaena (црволики гуштери) и Coecilia (цецилије)
- Nantes: Petromyzon (пакларе), Raja (раже), Squalus (ајкуле), Chimaera (химере), Lophius (удичарке) и Acipenser (јесетре)

### Рибе
Лине је описао рибе као: Увек настањују воду; хитре су у свом кретању и незасате у свом апетиту. Дишу помоћу шкрга која су у општем случају повезана коштаним луком; пливају помоћу радијалних пераја и прекривене су хрскавичавим крљуштима. Поред делова тела која су заједничка са осталим животињама, оне су опремљене светлуцавом мембраном и већина њих има мехур, чијом се констрикцијом или дилатацијом подижу и спуштају у води у зависности од њихове жеље.
Лине је поделио рибе на основу позиције леђних и грудних пераја на следеће групе:
- Apodes: Muraena (јегуље), Gymnotus (рибе ножеви), Trichiurus (сабљолике рибе), Anarhichas (морски вукови), Ammodytes (пешчанке Stromateus (рибе лептири) и Xiphias (сабљарке)
- Jugulares: Callionymus (лировке), Uranoscopus (звездогледе рибе), Trachinus (морски змајеви), Gadus (бакалар и сродници) и Ophidion (хујке)
- Thoracici: Cyclopterus (округлоперајке), Echeneis (прилепуше), Coryphaena (корифене), Gobius (главочи), Cottus (пешеви), Scorpaena (шкарпинке), Zeus (ковачи), Pleuronectes (пљоснатице), Chaetodon (рибе анђели), Sparus (љускавице), Labrus (уснатице), Sciaena (лутјанице), Perca (гргечи), Gasterosteus (грегорци), Scomber (скуше и туне), Mullus (барбуни) и Trigla (тригле)
- Abdominales: Cobitis (вијуни), Silurus (барски сомови), Loricaria (оклопљени сомови), Salmo (лососи и пастрмке), Fistularia (корнет рибе), Esox (штуке), Argentina (Argentinidae), Atherina (сребрнобоке), Mugil (ципли), Exocoetus (полетуше), Polynemus (конпоперке), Clupea (харинге) и Cyprinus (шарани)
- Branchiostegi: Mormyrus (рибе словони), Balistes (косторошци), Ostracion (Ostraciidae), Tetrodon (рибе балони), Centriscus (снајпер рибе), Syngnathus (рибе игле и морски коњићи) и Pegasus (рибе пегази)

### Инсекти
Лине је описао инсекте(који су садржани у зглавкарима, укључујући инсекте, ракове, пауколике зглавкаре и друге) као: Многобројна и разноврсна група малих животиња које дишу преко отвора на боковима тела, опремљене тврдом кожом или прекривени длакама; опремљени са много стопала и поокретним антенама (или роговима), који иду од главе и који су вероватно са чулхом фукцијом.
Лине је поделио инсекте на осхову форме крила на следеће редове и родове:
- Coleoptera: Scarabaeus (котрљани), Dermestes (сланинари и музејске бубе), Hister (бубе кловнови), Attelabus (сурлаши савијачи листова), Curculio (сурлаши), Silpha (стрвинари), Coccinella (бубамаре), Cassida (бубе корњаче), Chrysomela (бубе листаре), Meloe (мајци), Tenebrio (црне бубе), Mordella (Mordellidae), Staphylinus (краткокрилци), Cerambyx (стрижибубе), Cantharis (војник бубе или мекотелке), Elater (скочибубе), Cicindela (трчуљци), Buprestis (красци), Dytiscus (гњурци), Carabus (Carabus врсте), Necydalis (Necydalinae), Forficula (ухолаже), Blatta (бубашвабеes) и Gryllus (и остали правокрилци)
- Hemiptera: Cicada (цврчци), Notonecta (леђнопливајуће стенице), Nepa (водене шкорпије), Cimex (креветне стенице), Aphis (биљне ваши), Chermes (винене биљне ваши), Coccus (штитасте ваши) и Thrips (трипси или пепелнице)
- Lepidoptera: Papilio (лептири), Sphinx (вештице), Phalaena (мољци)
- Neuroptera: Libellula (вилини коњици неједнаких крила и вилини коњици једнаких крила), Ephemera (водени цветови), Phryganea (водени мољци), Hemerobius (мрежокрилци), Panorpa (муве-шкорпије) и Raphidia (враташи)
- Hymenoptera: Cynips (галичасте осе), Tentheredo (Symphyta), Ichneumon (Ichneumonoidea), Sphex (осе копачице), Vespa (осе), Apis (пчеле), Formica (мрави) и Mutella (бескрилне осе)
- Diptera: Oesyrus (Oestridae), Tipula (Tipulidae), Musca (праве мушице), Tabanus (обади), Culex (комарци), Empis (Empididae), Conops (Conopidae), Asilus (Asilidae), Bombylius (Bombyliidae) и Hippobosca (Hippoboscidae)
- Aptera: Lepisma (Zygentoma), Podura (колемболе), Termes (термити), Pediculus (ваши), Pulex (буве), Acarus (гриње и крпељи), Phalangium (косци), Aranea (пауци), Scorpio (скорпије), Cancer (крабе, јастози и сродници), Monoculus (Cladoceraи сродници), Oniscus (мокрице), Scolopendra (стоноге) и Julus (гијин чешаљ)

### Црви
Лине је описао црве као: Животиње које се споро крећу, меке грађе, могу да повећају своје тело, надокнаде иѕгубљене делове тела, врло истрајни и настањуују влажна места. Многи од њих немају изражени главени регион или главу и многи су без стопала. Препознатљиви су по својим пипцима. У старијим временима били су звани као неперфектне животиње, пошто су били без ушију, носа, очију и ногу, па су се по томе разликовали од инсеката.
Лине је црве поделио на осноцу грађе тела на следеће групе:
- Intestina: Gordius (Nematomorpha), Furia, Lumbricus (глисте), Ascaris (аскарис), Fasciola (метиљи), Hirudo (пијавице), Myxine (слепуље), Teredo (Teredo)
- Mollusca: Limax (пужеви голаћи), Doris (морски пужеви голаћи), Tethys (Tethydidae), Nereis (Nereis), Aphrodita (Aphrodita), Lernaea (Lernaea), Priapus (пријапулиде и сасе), Scyllaea (Scyllaeidae), Holothuria (салпе и португалска крстарица), Triton (Charonia), Sepia (хоботнице, лигње и сипе), Medusa (медузе), Asterias (морске звезде), Echinus (морски јежеви)
- Testacea: Chiton (хитони), Lepas (Cirripedia ), Pholas (Pholadidae), Myes (Myidae), Solen (Solenidae), Tellina (Tellinidae), Cardium (Cardiidae), Donax (Donacidae), Venus (Veneridae), Spondylus (спондилуси), Chama (Chamidae), Arca (шкољке хојевог ковчега), Ostrea (остриге), Anomia (Anomiidae), Mytilus (дагње), Pinna (лепезасте шкољке), Argonauta (папирни наутлус), Nautilus (наутилуси), Conus (конусне шкољке), Cypraea (Cypraeidae), Bulla (Bullidae), Voluta (Volutidae), Buccinum (Buccinidae), Strombus (Strombidae), Murex (Muricidae), Trochus (Trochidae), Turbo (Turbinidae), Helix (пужеви), Neritha (Neritidae), Haliotis (абалони), Patella (прилепци), Dentalium (зуболике шкољке), Serpula (Serpulidae)
- Lithophyta: Tubipora (органолики корали), Millepora (Milleporidae), Madrepora (Scleractinia)
- Zoophyta: Isis (меки корали), Gorgonia (морске лепезе), Alcyonium (плашташи), Tubularia (Tubularia), Eschara (морске маховине), Corallina (коралне алге), Sertularia (морске маховине), хидре, Pennatula (морске оловке), Taenia (пантљичаре), волвокс

## Биљке
Други том, публикован 1759. године је садржао опис царства биљака (Plantae), у ком је Лине укључио како праве биљке, тако и гљиве, алге и лишајеве. Осим понављања неких врста које је претходно навео у његовој Species Plantarum (1753) и оних које су објављене у периоду између, Лине је описао неколико стотина нових биљних врста. Врсте из Species Plantarum биле су нумерисане, док су нове врсте биле означене словима. Многе биљке су послате Линеу од стране његових дописника из иностранства, укључујући Јоханес Бурмана и Давид де Гортера у Јужноафричкој Републици, Патрик Брауна, Филип Милера и Џона Елиса у Америци, Жан-Франсоа Сегјеа, Карло Алиониа и Касимир Кристоф Шмидела на Аплима, Гротер и Јохан Ернст Хебенстрејта у оријенту и Франсоа Боасие де Саваж де Лакроа, Жерард и Барнаде Габриела, широм Европе.
Нове биљне врсте описане у 10. издању лат. Systema Naturae су:
- Adiantum aethiopicum
- Allionia incarnata
- Alyssum alyssoides
- Amaranthus albus
- Amaranthus cruentus
- Amaranthus gangeticus
- Amyris elemifera
- Anacamptis papilionacea
- Anacamptis sancta
- Apocynum androsaemifolium
- Arbutus andrachne
- Batis maritima
- Brassia caudata
- Bucida buceras
- Calycanthus floridus
- Campanula barbata
- Carex capitata
- Carex distans
- Carpobrotus edulis
- Catharanthus roseus
- Cecropia peltata
- Cedrela odorata
- Chromolaena odorata
- Chrysophyllum oliviforme
- Cissus sicyoides
- Coccoloba pubescens
- Coccoloba uvifera
- Cochlearia anglica
- Coilostylis ciliaris
- Cordyline fruticosa
- Croton glandulosus
- Cunila mariana
- Cunonia capensis
- Desmostachya bipinnata
- Dorstenia drakena
- Echinochloa colona
- Equisetum giganteum
- Excoecaria agallocha
- Genipa americana
- Geranium pusillum
- Hydrastis canadensis
- Grias cauliflora
- Halesia carolina
- Heliotropium arborescens
- Heliotropium arborescens
- Hibiscus cannabinus
- Holcus mollis
- Illicium anisatum
- Inula spiraeifolia
- Ipomoea hederifolia
- Juglans cinerea
- Krameria ixine
- Lactuca canadensis
- Lagerstroemia indica
- Lamium orvala
- Lecythis ollaria
- Magnolia acuminata
- Magnolia grandiflora
- Magnolia tripetala
- Mucuna pruriens
- Oenothera perennis
- Paeonia tenuifolia
- Paspalum distichum
- Passiflora quadrangularis
- Pectis ciliaris
- Pectis linifolia
- Pedalium murex
- Persicaria perfoliata
- Phytolacca icosandra
- Poa palustris
- Polemonium reptans
- Polycarpon tetraphyllum
- Portlandia grandiflora
- Ranunculus parviflorus
- Reseda odorata
- Rheum palmatum
- Rosa pimpinellifolia
- Sagittaria lancifolia
- Salix retusa
- Saxifraga cuneifolia
- Scabiosa prolifera
- Sesuvium portulacastrum
- Silphium perfoliatum
- Talinum fruticosum
- Triplaris americana
- Tripsacum dactyloides
- Turbina corymbosa
- Ursinia anthemoides
- Veronica austriaca
- Zinnia peruviana